# Periparus
Periparus is een geslacht van zangvogels uit de familie Paridae (mezen). De wetenschappelijke naam van het geslacht is voor het eerst geldig gepubliceerd in 1884 door Sélys Longchamps.

## Soorten
De volgende soorten zijn bij het geslacht ingedeeld:
- Periparus ater – Zwarte mees
- Periparus rubidiventris – Roodbuikmees
- Periparus rufonuchalis – Sparrenmees